# 有馬義祐
有馬 義祐（ありま よしすけ、生年不明 - 応永28年9月26日（1421年10月22日））は、室町時代の武将。摂津有馬氏の祖。父は赤松則祐。兄に義則、時則、満則、持則、義房、弟に祐秀。姉妹に細川頼元室。子は持家。
兄義則が赤松家の後を継ぎ播磨国・備前国の守護職に任命された為、義祐は播磨の守護代となる。明徳2年（1391年）の明徳の乱の戦功により摂津国有馬郡有馬荘の地頭職に任命され、その土地の名を取って姓を有馬とした（有馬郡は細川氏への牽制の為に赤松氏が分郡守護とされた）。応永15年（1408年）、兄義則が出家し、その子満祐が家督を継ぐと、義祐は守護大名同様に将軍家に仕えることとなる。
応永28年（1421年）、一族内の抗争により、2歳の孫と共に赤松家の若党に殺害される。